# Георгиев, Георгий Павлович
Гео́ргий Па́влович Гео́ргиев (род. 4 февраля 1933, Ленинград) — советский и российский учёный-биохимик и молекулярный биолог. Открыл мобильные генетические элементы у животных. Академик РАН, АН СССР (1987, членкор с 1970). Основатель и директор Института биологии гена РАН. Организатор и координатор Программы фундаментальных исследований Президиума РАН «Молекулярная и клеточная биология».
Лауреат Ленинской премии (1976). Лауреат Государственной премии СССР (1983). Лауреат Государственной премии РФ (1996).
Отец молекулярных биологов академиков П. Г. Георгиева и С. Г. Георгиевой.

## Биография
Окончил Лечебный факультет 1-го Московского медицинского института им. И. М. Сеченова (1956).
- 1959 год — защитил кандидатскую диссертацию «Некоторые данные по химическому составу ядерных структур»,
- 1962 год — защитил докторскую диссертацию «Рибонуклеопротеиды клеточного ядра».
- 1968 год — присвоено звание профессора.
- 1970 год — член-корреспондент АН СССР по Отделению биохимии, биофизики и химии физиологически активных соединений АН СССР (специальность «молекулярная биология»)
- 1987 год — действительный член АН СССР (академик) по Отделению биохимии, биофизики и химии физиологически активных соединений АН СССР (специальность «молекулярная биология»).

Входит в экспертный совет международного общественного движения «Мы любим Россию».
Подписал «Предупреждение учёных человечеству» (1992).
В 2019 году предложил ограничить свободный выезд молодых ученых из России по окончании вуза.

## Научная деятельность
Академик Георгиев является одним из основоположников молекулярной биологии и молекулярной генетики высших организмов. Георгиев описал гетерогенную ядерную РНК и показал, что она является высокомолекулярным предшественником мРНК цитоплазмы (1961), обнаружил ядерные рибонуклеопротеидные частицы информосомы и установил их структуру (1965—1970). Впервые продемонстрировал с помощью электронной микроскопии существование ядерного скелета (ядерный матрикс), к которому прикрепляется ДНК. Открыл мобильные генетические элементы у животных. Проводил исследования в области молекулярной онкологии. Открыты и изучены новые гены (mts1, tag7).
- Работал в ИМЖ им. А. Н. Северцова АН СССР
- 1963 год — заведующий Лабораторией биосинтеза нуклеиновых кислот Института молекулярной биологии АН СССР.
- 1990 год — организовал и возглавил Институт биологии гена АН СССР, избран директором этого института.
- 2006 год — научный руководитель Института биологии гена РАН и советник РАН.
- 2007 год — член Бюро ОНИТ РАН, председатель докторского диссертационного совета, главный редактор журнала «Генетика», член редколлегий журнала «Доклады Академии наук»
- Член совета по Премии Правительства РФ в области науки и техники,
- Член совета по грантам Президента РФ для поддержки ведущих научных школ.
- Организатор и координатор Программы фундаментальных исследований Президиума РАН «Молекулярная и клеточная биология».

Академик Георгиев является автором и соавтором более 450 научных работ, 2 открытий, 1 монографии и более 10 патентов. Им подготовлено 35 докторов и более 110 кандидатов наук.
Г. П. Георгиев избран членом:
- Европейской академии наук (1989)[5]
- Германской академии естествоиспытателей «Леопольдина» (1971)[6]
- Испанской Королевской академии наук (1988)[7]
- Норвежской академии наук
- ассоциированный член EMBO (Европейского молекулярно-биологического общества).

## Награды
- лауреат Ленинской премии (1976)
- лауреат Государственной премии СССР (1983)
- лауреат Государственной премии РФ за разработку теоретических и прикладных проблем геномной дактилоскопии (1996)
- орден «Знак Почёта» (1975),
- орден Ленина
- ордена «За заслуги перед Отечеством» IV (1999), III (2003) и II (2008) степени.
- Золотая медаль имени В. А. Энгельгардта (2009) — за цикл работ «Молекулярная биология опухолевой клетки»
- Знак отличия «За заслуги перед Москвой» (2023)[8]
- Почётная грамота Президента Российской Федерации (2024) — за заслуги в развитии отечественной науки, многолетнюю плодотворную деятельность и в связи с 300-летием со дня основания Российской академии наук[9].

## Избранные труды
- Георгиев Г. П. Гены высших организмов и их экспрессия / АН СССР. — М.: Наука, 1989. — 256 с. — (Академические чтения). — 18 000 экз. — ISBN 5-02-003968-3.